# Nausea
A Nausea egy amerikai crust/street punk zenekar volt. Tagjai Al Long, Amy Miret, Victor Venom, John John Jesse, Roy Mayorga, Neil Robinson, Pablo Jacobson és Jimmy Williams voltak. 1985-ben alakultak meg New Yorkban. Fennállásuk alatt két nagylemezt jelentettek meg. 1992-ben feloszlottak.

## Diszkográfia/Stúdióalbumok
- Extinction (1990)
- Extinction: The Second Coming (1993)